# Skate Canada International de 1977
O Skate Canada International de 1977 foi a quinta edição do Skate Canada International, um evento anual de patinação artística no gelo organizado pelo Skate Canada. A competição foi disputada na cidade de Moncton, Nova Brunswick, Canadá.

## Eventos
- Individual masculino
- Individual feminino
- Dança no gelo

## Medalhistas
| Evento                        | Ouro                                          | Prata                                           | Bronze                                |
| Individual masculino detalhes | Robin Cousins · Reino Unido                   | Charles Tickner · Estados Unidos                | Scott Cramer · Estados Unidos         |
| Individual feminino detalhes  | Linda Fratianne · Estados Unidos              | Lisa-Marie Allen · Estados Unidos               | Heather Kemkaran · Canadá             |
| Dança no gelo detalhes        | Janet Thompson · Warren Maxwell · Reino Unido | Marina Zoueva · Andrei Vitman · União Soviética | Lorna Wighton · John Dowding · Canadá |

## Resultados

### Individual masculino
| Pos.              | Nome            | Nacionalidade  |
| ----------------- | --------------- | -------------- |
| Medalha de ouro   | Robin Cousins   | Reino Unido    |
| Medalha de prata  | Charles Tickner | Estados Unidos |
| Medalha de bronze | Scott Cramer    | Estados Unidos |
| 4                 |                 |                |
| 5                 | Brian Pockar    | Canadá         |
| 6                 | James Szabo     | Canadá         |
| 7                 |                 |                |
| 8                 | Vern Taylor     | Canadá         |
| ...               |                 |                |

### Individual feminino
| Pos.              | Nome              | Nacionalidade  |
| ----------------- | ----------------- | -------------- |
| Medalha de ouro   | Linda Fratianne   | Estados Unidos |
| Medalha de prata  | Lisa-Marie Allen  | Estados Unidos |
| Medalha de bronze | Heather Kemkaran  | Canadá         |
| 4                 |                   |                |
| 5                 |                   |                |
| 6                 |                   |                |
| 7                 |                   |                |
| 8                 |                   |                |
| 9                 |                   |                |
| 10                |                   |                |
| 11                | Deborah Lynn Paul | Canadá         |
| ...               |                   |                |

### Dança no gelo
| Pos.              | Nome                            | Nacionalidade   |
| ----------------- | ------------------------------- | --------------- |
| Medalha de ouro   | Janet Thompson / Warren Maxwell | Reino Unido     |
| Medalha de prata  | Marina Zueva / Andrei Vitman    | União Soviética |
| Medalha de bronze | Lorna Wighton / John Dowding    | Canadá          |
| 4                 |                                 |                 |
| 5                 |                                 |                 |
| 6                 |                                 |                 |
| 7                 |                                 |                 |
| 8                 | Marie McNeil / Robert McCall    | Canadá          |
| 9                 |                                 |                 |
| 10                | Joanne French / John Thomas     | Canadá          |
| 11                |                                 |                 |
| 12                |                                 |                 |
| 13                | Debbi Burke / Randy Burke       | Canadá          |
| ...               |                                 |                 |

## Quadro de medalhas
| Ordem | País            | Medalha de ouro | Medalha de prata | Medalha de bronze |   | Ordem por total |
| ----- | --------------- | --------------- | ---------------- | ----------------- | - | --------------- |
| 1     | Reino Unido     | 2               |                  |                   | 2 | 2               |
| 2     | Estados Unidos  | 1               | 2                | 1                 | 4 | 1               |
| 3     | União Soviética |                 | 1                |                   | 1 | 4               |
| 4     | Canadá          |                 |                  | 2                 | 2 | 2               |
| TOTAL | TOTAL           | 3               | 3                | 3                 | 9 | —               |